# Foro ovale di Botallo
Il foro (o forame) ovale, detto di Botallo, permette al sangue, nel cuore fetale, di passare dall'atrio destro all'atrio sinistro. Prende nome da Leonardo Botallo.
Il foro ovale è una struttura importante nella circolazione fetale, assieme al dotto arterioso di Botallo (il quale permette al sangue in uscita dal ventricolo destro di bypassare la circolazione polmonare) e al dotto venoso di Aranzio.
Nella maggior parte degli individui, il foro ovale si chiude alla nascita, formando successivamente la fossa ovale.

## Funzione fisiologica
Il sangue ricco di ossigeno proveniente dalla vena ombelicale passa il dotto venoso di Aranzio, arriva nella vena cava inferiore, sfociando nell'atrio destro, e prosegue attraverso il forame ovale e l'ostium secundum arrivando nell'atrio sinistro, da cui poi andrà nel ventricolo sinistro, per essere spinto nell'aorta.
Questo foro permette quindi al sangue ossigenato proveniente dalla placenta di bypassare parzialmente la circolazione polmonare; infatti i polmoni, durante la vita intrauterina, non hanno la funzione di ossigenare il sangue.

## Sviluppo anatomico
Con il primo respiro, i polmoni dell'individuo appena nato si gonfiano d'aria e richiamano sangue: la pressione all'interno dell'atrio destro cala, mentre aumenta quella nell'atrio sinistro, pertanto il septum secundum, meno rigido del foro ovale, viene spinto contro quest'ultimo a causa della pressione sanguigna, creando così una fusione funzionale tra i due setti e quindi la scomparsa dei due fori.
Il dotto arterioso di Botallo si atrofizza più lentamente e rimane nell'adulto come cordoncino fibroso, chiamato legamento arterioso di Botallo.

### Malformazioni
Il forame ovale pervio (FOP) è un'anomalia che consiste nella mancata naturale sutura del septum primum e del septum secundum.